# Osieki Słupskie
Osieki Słupskie [ɔˈɕɛki ˈswupskʲɛ] (tiếng Đức Wusseken, Kreis Stolp) là một ngôi làng thuộc khu hành chính của Gmina Ustka, thuộc hạt Słupsk, Pomeranian Voivodeship, ở miền bắc Ba Lan. Nó nằm khoảng 16 kilômét (10 mi) phía đông Ustka, 16 km (10 mi) phía bắc Słupsk và 104 km (65 mi)     phía tây thủ đô khu vực Gdańsk.
Trước năm 1945, khu vực này là một phần của Đức. Đối với lịch sử của khu vực, xem Lịch sử của Pomerania.
Ngôi làng có dân số 127.